# أولاد سيدي يحيى بن طالب
أولاد سي يحيى بن طالب ، هو اسم عرش يجمع عدة قبائل أمازيغ، نوميدية، شاوية تستوطن شمالي تبسة بشكل رئيسي منذ حقب طويلة من أبرز هته القبائل: البطايشة، أولاد مولة، الهرايسية، ورفلة، المغارسة، البلالة، العبادنة، الخنافسة، الحمايلية، أولاد بريك، المرازقة، المعاليم، وقبائل أمازيغ كثيرة مندرجة ضمنه، لكن المهم أن كل هته القبائل مندرجة ضمان الزعيم الروحي المتصوف لشمال أفريقيا والولي الصالح الطالب سيدي يحيى حيث نجد أتباعه في عدة مناطق كما أن هذا العرش نجد أبرز المدن التي يقيم فيها: ونزة، المريج، الكويف تبسة لعوينات عين الزرقاء مرسط بوخضرة، سوق أهراس، بئر العاتر بولحاف الدير الحمامات، بخنشلة وبباتنة وعيون العصافر، سيدي معنصر..الخ.

## الأصول العرقية
تنتمي أولاد سيدي يحيى الطالب (أخوة قابيلة الحنانشة) إلى قبائل هوارة الأمازيغ المستعربين منذ الفتح الأسلامي التي كانت منذ القدم تقيم في تبسة حيث كانت هته القبائل تشبه إلى حد كبير قبائل الجزيرة العربية في نمط عيشها بسبب المناخ الحار الذي يميز المنطقة والذي يشبه إلى حد كبير مناخ الجزيرة العربية كما ذكر أبرز المؤرخيين العلامة ابن خلدون الذي دون تاريخ الجزائر وتونس والمغرب في تلك الفترة بشكل دقيق حيث قال بأرض التلول من أفريقية ، ما بين تبسة إلى مرماجنة إلى باجة، ظواعن صاروا في عداد الناجعة عرب بني سليم في اللغة والزي وسكنى الخيام وركوب الخيل، وكَسبِ الإبل وممارسة الحروب، وإيلاف الرحلتين في الشتاء والصيف كل تلولهم، قد نسوا رطانة البربر، واستبدلوا منها بفصاحة العرب فلا يكاد يفرق بينهم، فأولهم مما يلي تبسة: قبيلة ونيفن، ورئاستهم لهذا العهد في ولد يفرن بن حناش، لأولاد سليم بن عبد الواحد بن عسكر بن محمد بن بعرة، ثم لأولاد زيتون بن محمد بن بعرة، ولأولاد دحمان بن فلان بعده. وكانت الرياسة قبلهم لسارية من بطون ونيفن، ومواطنهم ببسائط مرماجنة وتبسة وما إليهما. ويليهم قبيلة أخرى في الجانب الشرقي منهم يعرفون بقيصررن، ورئاستهم في بيت بني مُؤمن، ما بين ولد زعارع وولد حركات، ومواطنهم بفحص أُبَّة وما إليها من نواحي الأربس، وتليهم إلى جانب الشرق قبيلة أخرى منهم يعرفون بنصورة، ورئاستهم في بيت الرمامنة، لولد سليمان بن جامع منهم. ويرادفهم في رياسة نصرة قبيلة وربُهامة، ومواطنهم من تبسة إلى حامة إلى جبل الزنجار إلى إطار عَلَى سَاحل تونس وبسائطها، هنا يشرح ابن خلدون في زمنه بدقة كيف كانت تعيش القبائل المستوطنة بارض التلول الأفريقية الممتدة إلى نواحي قابس جنوبا وإلى باجة شمالا ويمكن القول أن أولاد سيدي يحيى كانت تقيم في هته المنطقة الجغرافية أرض التلول الأفريقية ويمكن الجزم بانها كانت منتمية إلى ونيفن التي كانت في ذلك الوقت تقيم في الشمال الشرقي للأوراس والجنوب الغربي التونسي وبالضبط الشمال الشرقي لولاية تبسة وهي مقر أولاد سي يحيى بن الطالب وكانت قبيلة ونيفن لذلك الوقت رئاستهم في أولاد سليم بن عبد الواحد بن عسكر بن محمد بن بعرة ثم لأولاد زيتون بن محمد بن بعرة، ولأولاد دحمان بن فلان بعده وكانت الرئاسة تدور بين افراد قبيلة ونيفن في ذلك الوقت ومواطنها بين بسائط مرماجنة وتبسة وما إليهما حسب ابن خلدون كما ذكر المؤرخ الفرنسي مارسي في كتابه عن تاريخ الجزائر أن كل من النمامشة والحنانشة والحراكتة وأولاد السي يحيى بن طالب يعودون لقبيلتي نفزاوة وهوارة ومن المعروف ان المؤرخيين الفرنسيين كانو يدرسون تاريخ الجزائر جيدا وبشكل محايد على العكس من المؤرخيين الحاليين في بعض الأحيان الذين يؤرخون بالعاطفة الايديولجية، ملامح أفراد أولاد سي يحيى، يتميز أفراد أولاد سي يحيى في غالبهم بالسمرة المائلة للأحمرار هذا النوع من البشرة يتلائم مع المناخ السائد في سهول الشمال الشرقي الأوراس حيث يتميز بفوارق حرارية عالية بين الصيف والشتاء بحيث يتميز بالحرارة في فصل الصيف وبالبرودة الشديدة في فصل الشتاء على عكس المناطق الساحلية التي لا تتميز بفوارق حرارية كبيرة بين الصيف والشتاء هته الفوارق الحرارية في الشمال الشرقي للأوراس منطقة أولاد سيدي يحيى حتمت على الجسم التاقلم معها لذلك نجد البشرة السمراء المحمرة التي تتكيف مع هذا النوع من المناخ وهذه معجزة من معجزات الخالق عز وجل ونعمة من نعمه على الإنسان بحيث يتاقلم مرفولوجيا مع البيئة التي يعيش فيها، ونجد أقلية في أولاد يحيى ذات البشرة الشقراء والاعين الزرقاء وهته الملامح ربما ملامح رومانية لأن تبسة أسسها الرومان قديما وبالتال هناك أحتمال أن بعض الافراد اندمجو في أولاد يحيى وأختلطو بهم فظهرت بعض أقلية تحمل هته الصفات وهناك أحتمال ان تكون ملامح الأمازيغ المقيمين في أعالي جبال الكاف وقلعة سنان حيث الجبال الشاهقة الذين يتميزون بالبشرة الشقراء.

## لهجة أولاد سي يحيى
هي لهجة أمازيغية هوارية شرقية مفرنسة معربة تنطق بكلمات فرنسية وعربية فاسدة معوجة وكلمات أمازغية هوارية تونسية صحيحة هي لهجة ونيفن الشمالية الهوارية الأمازغية وهي لهجة محافظة على اللكنة الهوارية قبل الأختلاط باللهجات الأخرى وظهور لهجة شاوية، اللهجة السوقهراسية والعنابية والتبسية ولهجة أولاد سي يحيى الاصلية نجدها بشكل خاص في المناطق النائية والمداشر وعند الشيوخ الكبار وهي لهجة ونيفن تختلف عن اللهجة الزناتية الشاوية المحافظة على المفردات الأمازغية نوعا ما لأن من المعروف ان الشاوية أستوطنو جبال الأوراس أما أولاد يحيى أستوطنو أرض التلول الأفريقية وهذا ماجعل الشاوية يتمتعون بنوع من الأستقلالية عن الدولة الموحدية فلم يكونو يستعملون اللغة العربية كثيرا في تعاملاتهم كما أن شكل النطق يختلف بين اللهجة اليحياوية الهوارية لهجة بني ونيفن واللهجة الزناتية الشاوية وهناك تباعد واضح في النطق واليكم مثال عن لهجة أولاد يحيى (يا دفل ايه جاي وشبيك غادي وش ندني ليك) بينما في لهجة زناتة المعربة (طفل أرواح هنا وشبيك لهيه وش نديرلك) وهناك اختلاف واضح بين لهجة زناتة ولهجة هوارة ولهجة كتامة ولهجة صنهاجة في شكل النطق.
كيف تعربت لهجة أولاد يحيى تعربت لهجة أولاد يحيى منذ عدة قرون وبدات هته اللهجة تتعرب منذ دخول الفتح العربي لكن كيف تعربت هذه اللهجة بشكل مفصل يقول ابن خلدون رحمه الله بأرض التلول من أفريقية (تونس) ما بين تبسة إلى مرماجنة إلى باجة، ظواعن صاروا في عداد الناجعة عرب بني سليم في اللغة والزي وسكنى الخيام وركوب الخيل... قد نسوا رطانة البربر، واستبدلوا منها بفصاحة العرب فلا يكاد يفرق بينهم، حيث يشرح أبن خلدون في زمنه بداية تعرب القبائل الأمازيغية وتؤثرها باللغة العربية لكن كيف حدث هذا الأمر هل حدث بين ليلة وضحاها كيف دخلت المفردات العربية على اللهجة اليحياوية وأخدت مكان المفردات الأمازيغية الهوارية?، من المعروف ان قبائل هوارة كانت ناطقة باللغة الأمازغية في منطقة التلول الأفريقية (تونس) مع دخول الفتح العربي أصبحت اللغة العربية الفصحى هي اللغة الرسمية لشمال أفريقيا وأنشأت المساجد في كل قرية وأقبل الناس على تعلم اللغة العربية الفصحى لغة القرأن واعتبروها لغة مقدسة لانها لغة دينهم الجديد وأنشات الجامعات الكبرى في شمال أفريقية مثل جامع الزيتونة وجامع الأزهر ومع الوقت بدأت مفردات عربية تدخل إلى اللهجة الهوارية الأمازيغية تماما مثل ما دخلت المفردات الفرنسية وشيئا فشيئا بدات هته المفردات تدخل حتى تعربت لهجة هوارة بشكل شبه كلي تماما مثلما حدث عند دخول المفردات الفرنسية عندما بدات تدخل المفردات الفرنسية على اللهجة الجزائرية لكن المفردات العربية كانت أكثر تأثير على اللهجة الهوارية اولا لانها قبل كل شيء هي لغة الدين ثانيا لان اللغة العربية كانت اللغة الرسمية للدولة ثالث لان الفتح الإسلامي كان مند أربع عشر قرنا ونجد بعض قبائل زناتة التي تبقت محافظة على اللغة الأمازيغية الفصحى الشاوية بسبب أنها كانت تقيم في مواطن معزولة في جبال الأوراس حيث بقيت محافظة نوعا ما لأنها لم تكن تتعامل باللغة العربية كثيرا وعلى الرغم من هدا توجد مفردات عربية وفرنسية كثيرة في اللهجة الشاوية دخلت حديثا نتيجة النزوح والإقامة في الضواحي مما حتم عليها التعامل مع الدولة فدخلت المفردات العربية ونشات اللهجة الزناتية المعربة وأيضا في المساجد عند تحفيض القران وقراءة القران وفهم القران يحتم عليك فهم اللغة العربية وهدا ما ادى إلى دخول المفردات العربية وأخدت مكان المفردات الأمازيغية لكن ماحدث هو أنه تم تمزيغ هته المفردات بطريقة النطق الأصلية للغة الام بحيث تم تغيير طريقة نطق الكلمات العربية فظهرت اللهجة الهوارية المستعربة بالشكل الحالي مثال:
(ماذا أفعل لك) تم تمزيغ هته الكلمات بالنطق وأصبحت على الشكل (وش ندني ليك) 
(أنا) تم تمزيغها نطقيا وأصبحت تنطق (نا) 
- طفل: دفل
- أمرءة: مرية
- له: ليه
- مشني ماكل بينما تنطق باللهجة الزناتية (مانيش ماكل)

بعض الكلمات الفرنسية دخلت على اللغة الأمازيغية الهوارية وتم تمزيغها بالنطق على الشكل التالي:
- Télé = التيلي
- le passport = البسبور
- ميليتار = منيتار

السيارة وتنطق (كرهبا) ولا أعلم بالتحديد كيف تحورت هته الكلمة لكن المهم ان هته الكلمات والمفردات أجنبية على هته اللغة تم تعويجها أو تمزيغها وأصبحت متداولة بالنطق الاصلي للغة الام فنشات كلمات جديدة أصبحت تشكل اللهجة الهوارية لكن رغم هذا لا تزال لهجة أولاد يحيى محافظة على كثير من المفردات الأمازيغية ولا تزال الأثار الأمازيغية واضحة في لهجة اولاد يحيى مقارنة مع القبائل الأخرى وهته بعض الآثار الأمازيغية في لهجة أولاد يحيى خصوصا عند الأجداد الذين لا يزالون يحتفضون باللهجة الاصلية لاولاد يحيى قبل أختلاطها مع اللهجات الأخرى مثلا 
(غنجاية) هي كلمة أمازيغية تعني (ملعقة) أصل هته الكلمة (تاغنجايث)
(بركوس) هو الذي ما بين الكبش والجدي، (فزغول) تعني (مشاغب) 
(ايه جاي) هي كلمة أمازيغية تعني (تعالى هنا)، (فكرون) تعني سلحفاة وأصل هته الكلمة أفكرون وهي كلمة أمازيغية، (غادي) تعني (هناك) مثل (وشبيك) تعني مابك، (غادي)، هته كلمة أمازيغية تعني هناك 
(بخوش) وهي كلمة أمازيغية تعني نوع من الحشرات، راكس تعني جالس يقولون أركس يعني أجلس، حلوف تعني خنزير 
(هنشير) تعني (طبة) رقعة من الأرض مثل هنشير فلان تعني رقعة فلان، بركوكش هي أكلة مشهورة تنطق باللغة العربية في أم البواقي يقولون العيش، (ماغيغة) تعني مؤخرة الرؤس، ورفلة اسم أحد قبائل اولاد يحيى وهو اسم أمازيغي منقرض. 
التقويم الشهري القديم عند أولاد يحيى يناير فورار كوشط.....الخ.
وهته بعض الأمثلة عن الآثار الأمازيغية 
ولهجة أولاد سي يحيى هي لغة أمازيغية مفرنسة معربة فظهرت اللهجة الحالية بالشكل الحالي حيث يتم نطق كلمات عربية وفرنسية بشكل معوج وهذا هو السر في ظهور لغات جديدة حيث أن اللغات في صراع ثقافي وأحتكاك دائم بحيث تظهر لغات وتختفي لغات أخرى فاللغة الأمازغية كانت في أوج قوتها عندما كانت لغة الحضارة الأمازغية في الطاسيلي تاجر والحضارة العاترية ومنها سميت بئر العاتر بهذا الاسم لكن مع تصحر أراضي واسعة من جنوب شمال أفريقيا وزحف السكان نحو الشمال وتوزعهم على شكل تجمعات صغيرة فقدت هته اللغة بريقها وأصبحت معرضة للأنقراض وقد حافضت هته القبائل على هته اللغة طويلا بسبب أنها كانت تستوطن مناطق معزولة وهو ما منحها نوع من الأستقلالة ولا تزال الآثار الامازغية اليوم في لهجة أولاد سي يحيى ولهجة الشاوية قبائل جبال الأوراس بل أكثر من هذا لايزال بعض سكان الأوراس إلى اليوم في خنشلة وأم البواقي وباتنة يتكلمون بلغة أمازغية، شاوية محافظة نوعا ما ولا تزال تتواجد فيها الكثير من المفردات الأمازغية لان حتى اللهجة الشاوية هي في حد ذاتها لغة أمازغية تاثرت كثيرا باللاتنية وكثير من المفردات في اللهجة الشاوية هي مفردات لاتنية لان كما هو معلوم شمال أفريقيا كان جزءا من الأمبراطورية الرومانية وأقام الرومان كثيرا من المستعمرات في جبل الأوراس وجبال جرجرة مما أدة إلى تاثر هته القبائل باللاتنية وأدى إلى دخول مفردات لاتنية كثيرة في لهجة الشاوية فالتقويم الشهري مثلا عند الشاوية وأولاد سي يحيى هو تقويم لاتيني يناير فورار كوشط........الخ 
لكن كيف يتم اختراق اللغة المنطوقة من هته المفردات وكيف تتوغل مفردات أجنبية إلى اللغة المنطوقة?
هناك شيء اسمه التاثير الثقافي على اللغات حيث أن اللغة القوية دائما ما تنتصر في هذا الصراع الثقافي واللغة العربية كانت قوية ليس لانها كانت لغة حضارة بل لأنها كانت لغة الدين الحق الذي أعطاها هذه القوة وأستطاعت أن تخترق لغات العديد من الشعوب ما كان لها ان تبلغها لو لا انها كانت لغة الدين الحق، هته اللغة أستطاعت اختراق اللغة الامازغية أو اللهجة الامازغية التي كانت تتكلم بها قبائل التلول الافرقية الامازغية الشرقية حيث أن أستعمال هته اللغة بشكل متواصل في الأعمال اليومية يؤدي إلى دخول مفردات من اللغة العربية إلى اللغة الامازغية بشكل عفوي وخير مثال على ذلك لو لاحضتم الكلمات الفرنسية كيف دخلت على هته اللهجة وهناك كثير من الكلمات الفرنسية في هته اللهجة ولا يمكننا انكار ذلك حيث تستعمل هته الكلمات بشكل يومي في لغة التخاطب اليومية وسبق وذكرت أن هذا التاثير الثقافي يختلف من منطقة إلى أخرى وقد أعطينا مثال على ذلك في الفقرة السابقة لكن لو لاحضتم جيدا ما يحدث هو أن هته الكلمات لا يتم نطقها بالشكل الصحيح لان هته الكلمات هي كلمات أجنبية على هته اللغة وهذا هو السر في تشكل اللغات الجديدة بحيث تاثر اللغات عى بعضها وتدخل كلمات جديدة على هته اللغات يتم تغيير سياق نطق هته الكلمات فتظهر كلمات جديدة وتظهر لغة جديدة واللغة التركية والفارسية حاليا غنية بالكلمات العربية لكن هته الكلمات تغير تغيير نطاقها فأصبحت كلمات غير مفهومة ومخطئ وأبحثو جيدا ستجدون مفردات عربية كثيرة في اللغة الفارسية والتركية واليكم أمثلة على مفردات عربية دخلت على اللغة التركية.

## سيدي يحيى بن طالب أو سيدي يحيى الطالب
سيدي يحيى هو رمز ديني شخصية صوفية مشهورة متصوف أقيم له رموز واضرحة في عدة مناطق من شمال أفريقيا تشير اليه كما أقيم له ضريح في منطقة المريج يعتبر الأب الروحي والديني لسكان شمال أفريقيا والشام يلقب بولي صالح هته العادات ظهرت في عهد الدولة الفاطمية حيث انتشر بين الشعب الجزائري ما يعرف باضرحة الاولياء الصالحيين وهي عادات ظهرت في عصر الدولة الفاطمية المتمثلة في أقامة الأضرحة وزيارتها والتبرك بها، هته الأضرحة تنسب إلى المغرب أو الساقية الحمراء بحيث كل من يقام له ضريح تتم نسبته إلى الاشراف والبعض ينتسب لسيدنا علي رضي الله عنه ويصنعون شجرة نسب وهمية وهته الظاهرة لا تقتصر على الجزائر بل وموجودة في كل شمال أفريقية بدات عندما دخل ادريس بن عبد الله الكامل إلى شمال أفريقيا عندما فر إليها وتمت مباعيعته من الشعب الأمازيغي في دلك الوقت ظهر المرابطون الدين ينتسبون اليه وظهرت ما يسمى بظاهرة الاولياء الصالحيين وانتشرت في كل شمال أفريقيا هته الظاهرة بدات في المغرب الأقصى ثم انتشرت بعد ذلك في كل أنحاء شمال أفريقيا بحيث صار شيوخ الزوايا يبنون الأضرحة في الزوايا ويقولون هدا ولي صالح ثم ينسبونه إلى إلى الاشراف 
من هو طالب، عندما يقال يحيى بن طالب يقصد بها يحيى الطالب ومن المعروف قديما شيخ الزاوية يسمى (مرابط) أو (الطالب) لدلك أطلقت بن طالب ويقصد بها يحيى الطالب يقال يعقوب بن طالب يقصد بها يعقوب الطالب في ذلك الوقت حيث كان شيخ الزاوية يدعى المرابط أو الطالب وكان في القديم (شيخ الزاوية) يكنى بن طالب كناية عن أنه مرابط ويقصد بها الطالب أو المرابط ولاتزال كلمة طالب إلى اليوم متداولة في نواحي المريج وونزة تطلق على شيخ الزاوية أو المعلم في المدرسة أي ان بن طالب هي كنية عن صفة شيخ الزاوية وليست نسب أو انتماء إلى شخص اسمه طالب حيث في بعض المناطق يدعى شيخ الزاوية بن طالب ومنه جاءت سيدي يحيى بن طالب أو سيدي يحيى الطالب أو سيدي يحيى بن مرابط أو سيدي يحيى المرابط فهته الأسماء كلها تطلق على شيخ الزاوية وهي تدل عن معنى واحد (فائدة: الطالب والشيخ والمرابط: في اصطلاح الشناقطة: بمعنى واحد، ودرج الناس في هذا القطر على اتخاذ هذه المصطلحات أسماء، فتجدهم يسمون أبنائهم بـالطالب والشيخ والمرابط تفاؤلاً. خلاصة القول ان اولاد سيدي يحى هي كنفدرالية عدة قبائل أمازيغية هوارية مستعربة تتكلم اللهجة الهوارية الأمازيغية المستعربة تستوطن مند القدم أرض التلول الأفريقية التي تمتد إلى نواحي قابس جنوبا وإلى نواحي باجة شمالا وليست شاوية ولم تستوطن جبل الاوراس والاختلاف في النطق واضح والشاوية مصطلح يطلق على سكان جبل الاوراس لدلك نجد لهجة اولاد يحيى اقرب إلى بعض التوانسة المجاوريين وهم السكان الاصليون لموطن التلول الأفريقية وفي المدة الأخيرة شهد الشرق الجزائري نزوح العديد من السكان من جبل الاوراس وارض التلول الأفريقية بحيث اختلطت اللهجات ونشات لهجات جديدة لكن نلاحض في نواحي عنابة وسوق اهراس اللهجة الهوارية متغلبة نوعا ما وهدا ما يدل على أن غالبية السكان نزحو من الشرق بعكس نواحي قسنطينة وأم البواقي وخنشلة وباتنة وخاصة خنشلة تبقت محافظة على اللهجة الزناتية الشاوية الأصلية لان الغالبية الساحقة من سكان خنشلة نازحيين من جبال الأوراس فهي ذات غالبية زناتية تغلبت اللهجة الزناتية في تلك المناطق، في الأخير اختتم هته الفقرة بقول سيدنا عمر بن الخطاب نحن قوم أعزنا الله بالإسلام فان ابتغينا العزة بغيره أذلنا الله والقرب من الرسول الحبيب صلى الله عليه وسلم لا يكون بالنسب أو بالعروبة وانما يكون بالتقوى، حيث يروى عن النبي صلى الله عليه وسلم أنه قال «مثل المؤمنين في توادهم وتراحمهم وتعاطفهم مثل الجسد الواحد إذا اشتكي منه عضو تداعي له سائر الجسد بالسهر والحمى» ويروى عنه أيضا أنه قال «لا فرق بين عربي وأعجمي الا بالتقوى» كما أن اللغة التي يتكلمها الناس في الماضي لا تعني الانتماء العرقي فقد روي عن (النبي صلى الله عليه وسلم) أنه قال: «ليست العربية بأحدكم باب أو أم وأنما هي اللسان» فمن تكلم بالعربية فهو عربي نفس الشيء ينطبق على الأمازيغية والفارسية والتركية والكردية ومن المعروف علميا ان الله عز وجل خلق الأرض حسب ما أجتهد به العلماء قبل ملايير السنين ووجود الإنسان في الأرض قبل ملايين السنين كما أن الأرض تتغير مناخيا وملامح الإنسان تتكيف مع المناخ الدي يعيش فيه ولا تعتبر الملامح محددا للعرق أو النسب لان الطفرة الوراثية تؤدي إلى تغير الملامح للتكيف مع المناخ الدي نعيش فيه قد تظهر الطفرة بعد عشرات السنين وقد تظهر بعد آلاف السنين لدلك من المؤكد بل من المستحيل ان تعرف اين عاش اجدادك في المرحلة الأولى أو إلى أي شخص تنتمي وكل ما يمكن أن تعرفه هو ان القوم الدي عاش فيهم جدك قبل حوالي الفي عام كانو يتكلمون اللغة الأمازيغية ثم مع دخول الإسلام دخلت المفردات العربية إلى اللغة الأمازيغية فتكونت اللهجة الهوارية المستعربة التي هي في الاصل لغة أمازيغية كما يجب أن نساهم في توعية الناس حيث للاسف الشديد لا زالت إلى الآن تقام شعائر منحرفة لا تمت للإسلام بصلة تتمثل في اقامة الزردات والوعدات ودعوة ما لا ينفع ولا يضر من الله شيئا لدلك كل من يقرئ هته المقالة عليه ان يكون سببا في هداية الناس حيث يروى عن النبي صلى الله عليه وسلم انه قال 
«لئن يهدي الله بك رجلاً واحداً خير لك من حمر النعم»
والله أعلم بكل شيء يعلم ولا أعلم وهو عالم الغيب والشهادة أخطئ ولا يخطئ يعلم ولا أعلم سبحانه عز وجل لا اله إلى هو وصلو وسلمو على الحبيب المختار صلى الله عليه وسلم والسلام عليكم شكرا